# Temnikova II
| Оценки критиков | Оценки критиков |
| Источник        | Оценка          |
| --------------- | --------------- |
| InterMedia      | [ 1 ]           |

TEMNIKOVA II — второй мини-альбом российской исполнительницы Елены Темниковой, релиз которого состоялся 29 сентября 2017 года. Автором всех композиций является сама Елена Темникова. Продолжение дебютного EP TEMNIKOVA I.

## Синглы
- «Вдох» — ведущий сингл с данного EP. Релиз состоялся 31 марта 2017 года. Премьера видеоклипа состоялась 27 июня 2017 года. Над данным клипом Елена впервые поработала с известным режиссёром Аланом Бадоевым. Клип набрал более 10 млн просмотров на YouTube.
- «Казался странным» — второй официальный сингл с данного EP. Релиз состоялся 21 сентября 2017 года. Премьера видеоклипа состоялась 12 октября 2017 года. В качестве режиссёра выступил Айсултан Сеитов (Aisultan Seitov). Концепция данного видео заключается в том, что в нём присутствует влюблённая пара, которая на протяжении всего клипа проявляет друг к другу сильные чувства и совершает различные странные поступки. Клип набрал более 2,5 млн просмотров на YouTube.
- «Фиолетовый» — третий и последний сингл с данного альбома. Премьера клипа состоялся 19 марта 2018 года и набрал 6,6 млн просмотров. Режиссёром выступили Олег Мороз и Евгений Соболев.

## Промосинглы
- «Подсыпал» — данный трек был представлен в качестве промосингла 30 июня 2017 года, до релиза EP. Официального видеоклипа на данную композицию нет, но в хит-параде канала Муз-ТВ существует видеоряд, который собрал в себе нарезки исполнения данного трека с концертного тура в разных городах и был смонтирован под видеоклип. На YouTube видео было залито 10 февраля 2018 года.

## Список композиций
| №  | Название            | Автор(ы)        | Длительность |
| -- | ------------------- | --------------- | ------------ |
| 1. | «Вдох»              | Елена Темникова | 3:33         |
| 2. | «Казался странным»  | Елена Темникова | 3:02         |
| 3. | «Не верю я»         | Елена Темникова | 3:00         |
| 4. | «Срываюсь внезапно» | Елена Темникова | 3:07         |
| 5. | «Подсыпал»          | Елена Темникова | 2:56         |
| 6. | «Фиолетовый»        | Елена Темникова | 2:58         |
| 7. | «Собери меня»       | Елена Темникова | 2:58         |
| 8. | «Outro»             | Елена Темникова | 1:02         |

## Чарты
| Страна (2017)   | Пик |
| --------------- | --- |
| Россия (iTunes) | 1   |

## Видеоклипы
1. «Вдох» — режиссёр: Алан Бадоев
2. «Казался странным» — режиссёр: Айсултан Сеитов
3. «Фиолетовый» — режиссёры: Евгений Соболев, Олег Мороз
4. «Подсыпал» — режиссёр: МУЗ-ТВ